# Serrat del Puig
El Serrat del Puig és una muntanya de 1.498 metres que es troba al municipi de Gósol, a la comarca catalana del Berguedà.